# 大斑棘胎鳚
大斑棘胎鳚（學名：Acanthemblemaria macrospilus），為輻鰭魚綱鳚形目煙管鳚科棘胎鳚屬的一種，分布於東太平洋墨西哥下加利福尼亞半島至雷維利亞希赫多群島海域，深度2至15公尺，本魚體延長、頭短鈍，頭刺短而尖，在兩眼後和兩眼之間形成菱形斑塊，前額有2條脊，鼻孔及眼睛上方有觸鬚，口腔頂部側面有兩排發育良好的牙齒，頭部灰褐色，密佈淡藍色小點，虹膜上部為紅色，下部為黑色，內圈有一圈薄薄的乳白色環，眼睛下面、臉頰後部和鰓蓋後部附近有黑色斑點，頭下呈黑色，下頜中部呈紅色，前部呈乳白色，體棕色或棕褐色，側中部有一排大的棕色斑點或斑塊，背鰭基部有深棕色的馬鞍狀斑紋，背鰭前部為紅色，背鰭前兩根硬棘基部有圓形黑斑，背鰭硬棘23-25枚、背鰭軟條12-13枚、臀鰭硬棘2枚、臀鰭軟條23-25枚，體長可達3.5公分，棲息在礁石區底部，通常躲在空藤壺殼或管蟲空巢穴，以浮游動物為食，雌魚產附著性卵，由雄魚守護魚卵，生活習性不明。